# رد بون
رد بون یک گروه موسیقی راک بومی آمریکا بود این گروه اول با تک آهنگ «ملکه جادوگر نیواورلئان» شناخته می‌شد و در ادامه با تک آهنگ بسیار معروفشان «بیا و عشقت را بگیر» به شهرت بسیار زیادی دست یافتند به گفته جان مارش:رد بون با اینکه اولین گروه راک سرخپوستی نیست اما به‌طور حتم تاثیرگذارترین گروه سرخپوستی راک است.